# Гарнет (Калифорнија)
Гарнет (енгл. Garnet) насељено је место без административног статуса у америчкој савезној држави Калифорнија.

## Демографија
По попису из 2010. године број становника је 7.543.
| Група             | 2000.    | 2010.         |
| Белци             | 0 (0,0%) | 1.654 (21,9%) |
| Афроамериканци    | 0 (0,0%) | 203 (2,7%)    |
| Азијати           | 0 (0,0%) | 62 (0,8%)     |
| Хиспаноамериканци | 0 (0,0%) | 5.580 (74,0%) |
| Укупно            | 0        | 7.543         |